# Iwanienko
Iwanienko (ros. Иваненко) – rosyjskie nazwisko pochodzenia ukraińskiego, pierwotnie oznaczało syna mężczyzny o imieniu Iwan (ros. Иван). 

## Demografia
Zgodnie z serwisem heraldycznym  nazwiskiem tym w Polsce na początku lat 90 XX w. pod względem liczby osób o danym nazwisku zarejestrowanych w bazie PESEL posługiwało się 35 osób.

## Znani przedstawiciele
- Wiaczesław Iwanienko